# U-880
 U-880  — немецкая подводная лодка типа IXC/40, времён Второй мировой войны. 
Заказ на постройку субмарины был отдан 2 апреля 1942 года. Лодка была заложена 17 июля 1943 года на верфи судостроительной компании АГ Везер, Бремен, под строительным номером 1088, спущена на воду	10 февраля 1944 года, 11 мая 1944 года под командованием капитан-лейтенанта Герхарда Шётцау вошла в состав учебной 4-й флотилии. 1 декабря 1944 года вошла в состав 33-й флотилии. Лодка совершила один боевой поход, успехов не достигла. Потоплена 16 апреля 1945 года в Северной Атлантике, в районе с координатами 47°18′ с. ш. 30°26′ з. д. глубинными бомбами с американских эскортных эсминцев USS Stanton и USS Frost. Все 49 членов экипажа погибли.